# Adoksografia
Adoksografia (z gr. ádoksos „zaskakujący, nieoczekiwany” i gráphō „piszę”) – gatunek literatury greckiej biorący początek z działalności sofistów, szczególnie tzw. drugiej sofistyki. Adoksografia ma postać uczonego traktatu lub wyszukanej mowy, w której temat błahy omawiany jest tak, jakby był istotny i ważny, przeważnie z intencją osiągnięcia komizmu. Klasycznym przykładem adoksografii jest Pochwała łysiny Synezjusza z Cyreny, w której autor twierdzi, że łysina przydaje człowiekowi godności. Przykładem nowożytnego naśladownictwa może być Pochwała głupoty Erazma z Rotterdamu.